# Thaumasia oriximina
Espèce
Thaumasia oriximina est une espèce d'araignées aranéomorphes de la famille des Pisauridae.

## Distribution
Cette espèce est endémique du Brésil. Elle se rencontre au Pará et dans le District fédéral.

## Description
Le mâle holotype mesure 10,37 mm et la femelle paratype 7,71 mm.

## Étymologie
Son nom d'espèce lui a été donné en référence au lieu de sa découverte, Oriximiná.

## Publication originale
- Silva & Carico, 2012 : Revision of the Neotropical nursery-web spider genus Thaumasia Perty, 1833 (Araneae: Lycosoidea: Pisauridae: Thaumasiinae). Zootaxa, no 3567, p. 1-64.